# Bazouges Cré sur Loir
Bazouges Cré sur Loir is een gemeente in het Franse departement Sarthe (regio Pays de la Loire). De plaats maakt deel uit van het arrondissement La Flèche. Bazouges Cré sur Loir is op 1 januari 2017 ontstaan door de fusie van de gemeenten Bazouges-sur-le-Loir en Cré-sur-Loir.  De gemeente telde 1.946 inwoners op 1 januari 2022.

## Geografie
De oppervlakte van Bazouges Cré sur Loir bedroeg op 1 januari 2022 47,09 vierkante kilometer; de bevolkingsdichtheid was toen 41,3 inwoners per km².

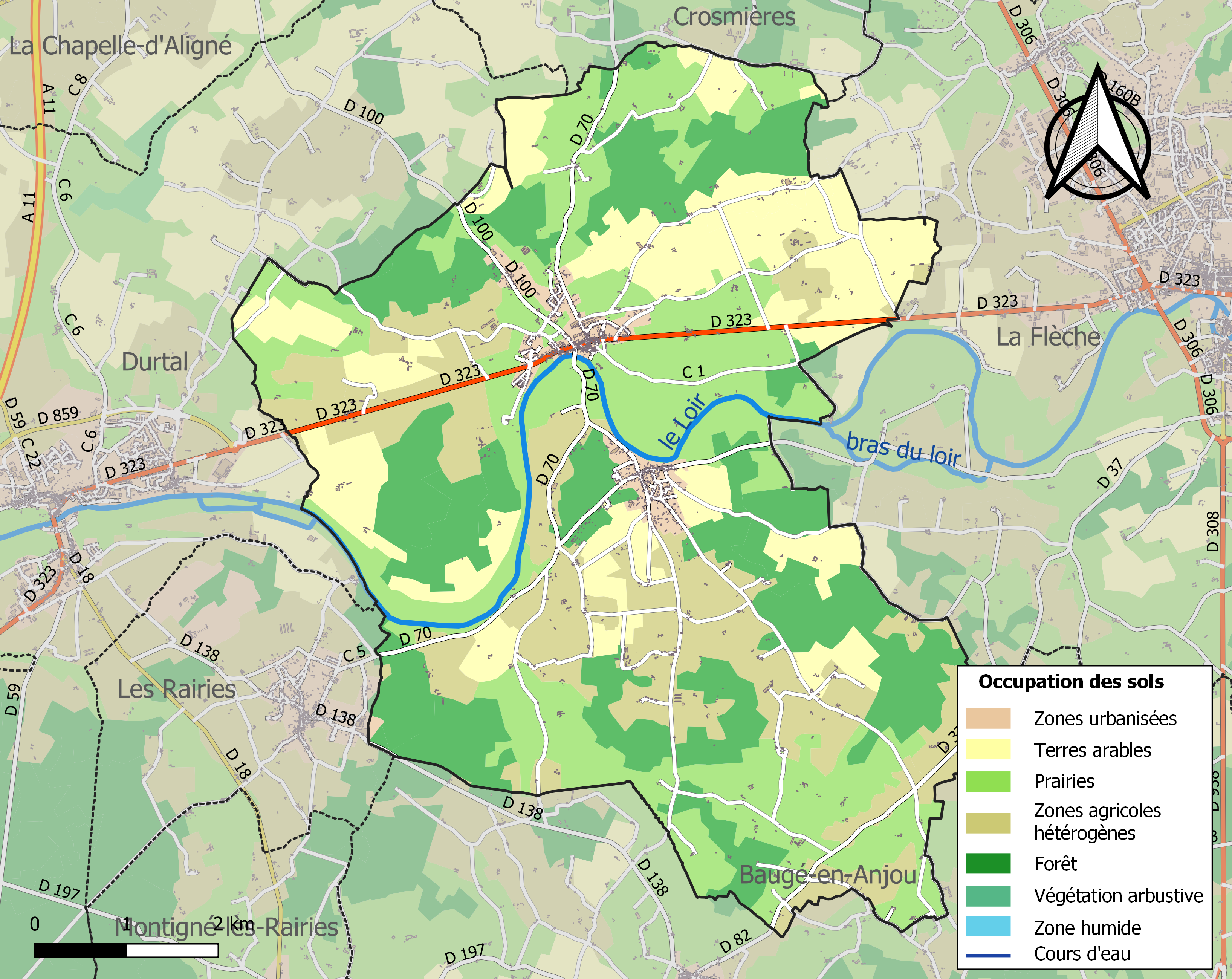
Kaart van de gemeente met de belangrijkste infrastructuur, bodemgebruik en omliggende gemeenten